# Slawistyka

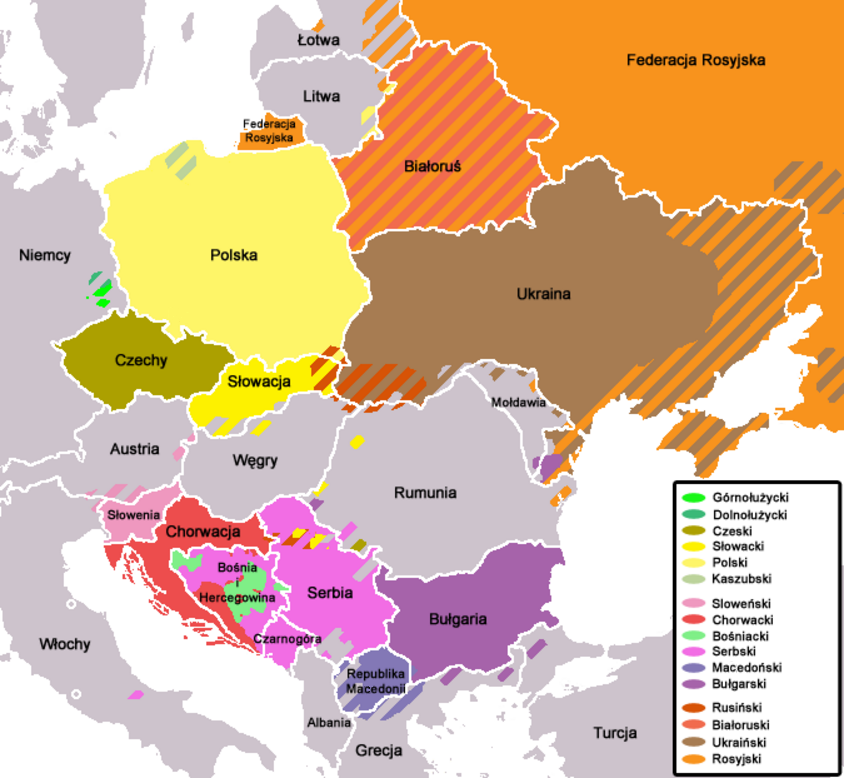
Języki słowiańskie we współczesnej Europie

Slawistyka – interdyscyplinarna dziedzina nauki, obejmująca badanie i opis najogólniej pojmowanych kultur, krajów, narodów i języków słowiańskich. Najczęściej jest utożsamiana z filologią słowiańską, a więc z dziedziną badającą języki słowiańskie, literatury oraz folklor narodów słowiańskich. W szerszym rozumieniu slawistyka obejmuje także archeologię oraz historię Słowian, począwszy od dziejów najstarszych, zwłaszcza z okresu wspólnoty plemiennej, aż po współczesność.

## Etapy rozwoju
Jako dyscyplina naukowa slawistyka zaczęła się kształtować na przełomie XVIII i XIX wieku w związku z budzeniem się świadomości narodowej i wspólnoty Słowian. Jednym z twórców slawistyki jako dyscypliny był Czech, Josef Dobrovský. Głównymi prekursorami badań nad Słowiańszczyzną byli Polacy: Adam Tadeusz Naruszewicz, Jan Potocki, Zorian Dołęga-Chodakowski (Adam Czarnocki), Józef Maksymilian Ossoliński i Wawrzyniec Surowiecki. Innymi wybitnymi slawistami okresu nieco późniejszego byli Joachim Lelewel, Słowak Pavol Jozef Šafárik, oraz Słoweniec Franc Miklošič (znany jako Franz von Miklosich).
Badania nad językami słowiańskimi da się podzielić na następujące okresy:
- do ok. 1875: prace wstępne slawistyki, tzn. zbiór materiału językowego, publikowanie pierwszych gramatyk akademickich, słowników opisowych i normatywnych itd.; slawistykę postrzegano wówczas nie tyle jako odrębną dziedzinę badań filologicznych, co raczej jako część indoeuropeistyki (w programach studiów wyrażała się ta postawa m.in. na przykład obowiązkiem przejścia kursu greki, litewskiego i sanskrytu);
- 1876–1914: rozwój slawistyki w duchu młodogramatycznym – nacisk położony na badania historyczno-porównawcze;
- 1914–1918: zastój z powodu I wojny światowej;
- 1918–1939: rozwój dialektologii słowiańskich;
- 1939–1945: zastój z powodu II wojny światowej;
- po 1945: stopniowo coraz silniejsza dominacja kierunków synchronicznych; indywidualizacja filologii (większy nacisk na każdą pojedynczą filologię niż na studia porównawcze); całkowity rozdział od indoeuropeistyki (obecnie od studentów slawistyki właściwie nigdzie nie wymaga się kursu greki, litewskiego czy sanskrytu).

## Lingwistyka języków słowiańskich
Językoznawstwo bada i dokumentuje rozwój języków słowiańskich od momentu ich powstania. W nauce o ww. językach można wyróżnić następujące działy:
- fonetyka
- fonologia
- morfologia
- syntaktyka
- semantyka
- pragmatyka
- etymologia
- socjolingwistyka
- lingwistyka historyczna

Dział nauki o językach słowiańskich zajmuje się studiami nad zjawiskami historyczno-lingwistycznymi, geograficzno- i kulturalno-językowymi. Oprócz tego bada wpływy innych rodzin językowych na rozwój mowy Słowian (wpływ języków romańskich, germańskich, ugrofińskich i in.) oraz rekonstruuje niefunkcjonujące w dzisiejszych czasach języki z rodziny słowiańskich: staro-cerkiewno-słowiański, słowiński, połabski.

## Działy slawistyki
- białorutenistyka
- bohemistyka
- bułgarystyka
- kaszubistyka
- kroatystyka
- macedonistyka
- montenegrystyka
- polonistyka
- rusycystyka
- serbistyka
- słowacystyka
- słowenistyka
- sorabistyka
- ukrainistyka